# Pingyao
Ne doit pas être confondu avec Xian de Pingyao.

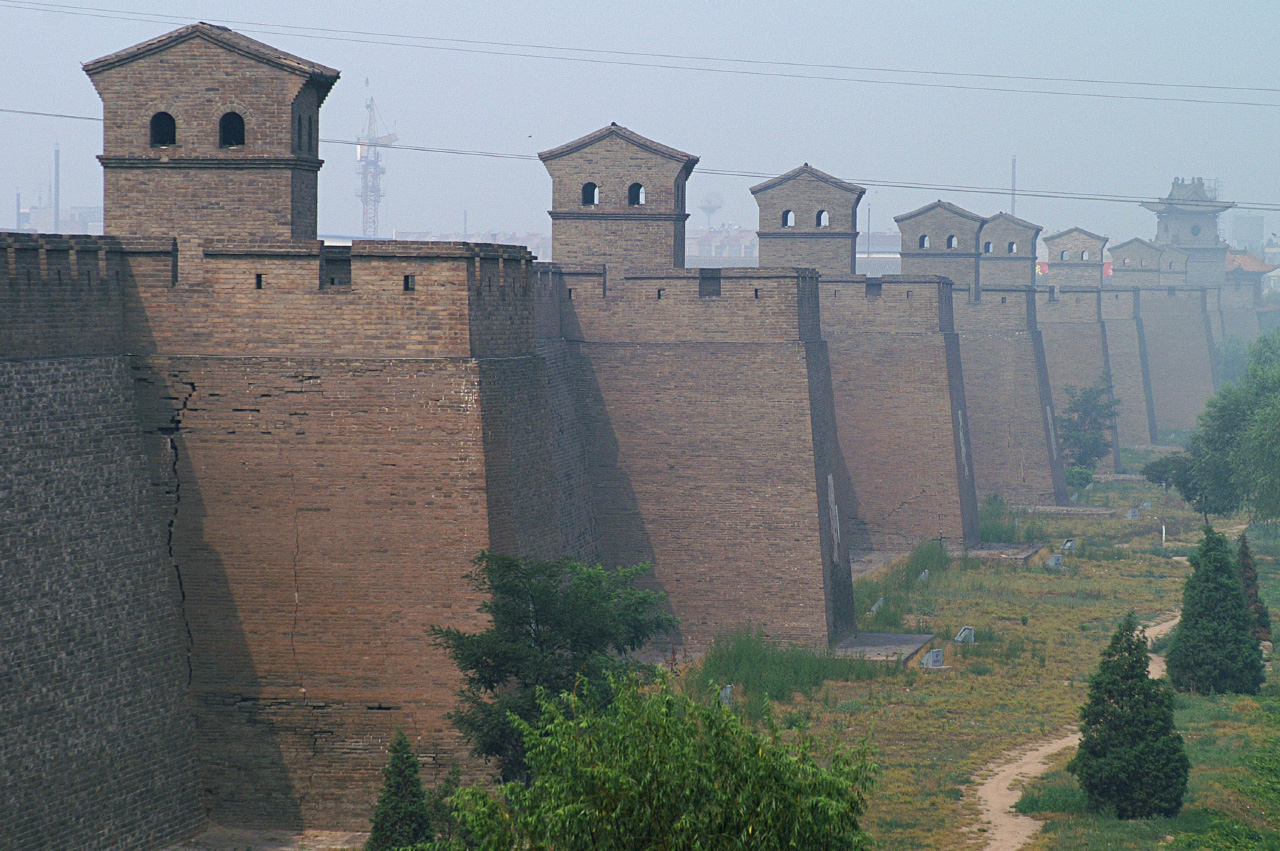
Les remparts de la cité de Pingyao.

Pingyao (chinois simplifié : 平遥 ; chinois traditionnel : 平遙 ; pinyin : Píngyáo ; litt. « Confins calmes ») est une ville de la province du Shanxi en Chine. Elle est le chef-lieu du xian éponyme, placé sous la juridiction de la ville-préfecture de Jinzhong. À vol d'oiseau, elle est située à 81,5 km au sud-sud-ouest de la capitale provinciale Taiyuan et à 475 km au sud-ouest de Pékin.
Inscrite en 1997 au Patrimoine mondial de l'humanité de l'UNESCO, la cité n’a subi que peu de changements depuis la dynastie Ming. Elle a conservé l'intégralité de ses hauts remparts historiques et, à l’intérieur, de nombreuses demeures d’architecture traditionnelle.

## Histoire
La ville de Pingyao a été un important centre financier sous la dynastie Qing, de nombreuses banques s'y sont développées. Les transferts d'argent interbancaires y ont été créés. Des escortes ont également été formées aux arts martiaux chinois pour accompagner les transports de fonds et les protéger. Plusieurs lieux de leurs entraînements peuvent aujourd'hui être visités :
- l'agence de la première escorte armée de Chine du Nord ;
- l'agence chinoise de l'escorte armée ;
- l'agence de l'escorte armée de Tong Xing Gong ;
- le musée Huiwulin (musée des arts martiaux).

## Démographie
La population du district était de 502 712 habitants en 2010 contre 480 042 habitants en 1999.

## Monuments
L'opéra de la ville, situé à l'ouest, à l’extérieur des remparts, accueille tous les soirs un spectacle sur l'histoire, la vie de la ville ; la naissance du nom de famille Wang, et la culture de la farine et de nombreux types de nouilles.
La ville est considérée comme ayant une forme de tortue par ses habitants, avec la porte Gongji au Nord représentant la tête, les quatre portes est et ouest, les pattes, et la porte Yingxun, au Sud, la queue. On peut en faire le tour, les nombreuses tours de garde qui le sillonnent contiennent pour une partie des sculptures en bois représentant des scènes de la vie de Pingyao sous la dynastie Qing.

### Les sites de l'UNESCO
Vingt-deux sites sont à visiter dans le cadre de l'inscription de la ville au patrimoine mondial de l'UNESCO.

#### À l'intérieur des remparts
- Les remparts par la porte Yingxun (Sud)
- Les remparts par la porte Gongji (Nord)
- Les remparts par la porte Fengyi (Ouest)
- La banque Rishengchang
- La banque Xie Tong Qing
- La résidence de Lei Lütai
- Siheyuan (résidence traditionnelle chinoise) Bai Chuang Tong
- L'agence de la première escorte armée de Chine du Nord
- L'agence Chinoise de l'escorte armée
- L'agence de l'escorte armée de Tong Xing Gong
- Le musée des Anciennes Résidences (Wei Tai Hou)
- Le musée Huiwulin (musée des arts martiaux)
- Le musée de la chambre de Commerce Chinoise
- Le musée Tian Ji Xiang
- Le musée du Journal
- Le temple taoïste Qingxuguan
- Le temple des dieux de la cité (平遥城隍庙, píngyáo chénghuáng miào) ;
- Le temple de Confucius, également lieu lié à l'enseignement ;
- L'ancien siège du gouvernement ou Yamen

#### À l'extérieur de la ville
À sept kilomètres au sud-ouest de la ville se trouve le temple taoïste de Shuanglin Si. Il fut originellement construit il y a 1 500 ans sous les Wei du Nord, les bâtiments actuels datant d'environ 500 ans. Les Chinois l'appellent « Trésor des Sculptures peintes en Orient » de par l'incroyable conservation de plus de mille sculptures (en majorité des représentations bouddhiques), dont Guanyin, bodhisattva de la miséricorde, aux 26 bras.

## Tourisme
La ville est jumelée avec la ville française de Provins, en Seine-et-Marne, aussi la proportion de touristes français parmi les étrangers est très élevée et différents édifices proposent des traductions en français. Les touristes français font très fréquemment le trajet Pékin, Datong, Pingyao, Xi'an, avant de partir vers d'autres villes.[réf. nécessaire][non pertinent]

## Transports
La ville dispose de deux gares ferroviaires, celle des trains lents est située au Nord-Ouest, celle des trains à grande vitesse dénommée Pingyao Gucheng est située au Sud-Ouest à moins de 10 km et a été mise en service en 2014 (environ trois heures et demie depuis Pékin ouest). Toutes deux sont à l'extérieur des remparts.
Il n'y a ni taxi ni bus à l'intérieur des remparts, mais des minibus électriques permettent d'y faire plus rapidement des trajets.

## Cinéma
Certains pensent à tort que le film Épouses et Concubines (1991) a été tourné dans cette ville. En fait, le tournage a bien eu lieu dans cette région, mais à Dongguan, une ville située à une soixantaine de kilomètres de Pingyao, où se trouve un fortin, celui de la famille Qiao, décor du film de Zhang Yimou.
En revanche, Jia Zhangke a tourné à Pingyao une partie de son film A Touch of Sin (2013). Jia Zhangke y a aussi créé un festival international du film, organisé depuis 2017 et officiellement nommé d'après le célèbre Tigre et Dragon d'Ang Lee.

## Galerie photo

Pingyao
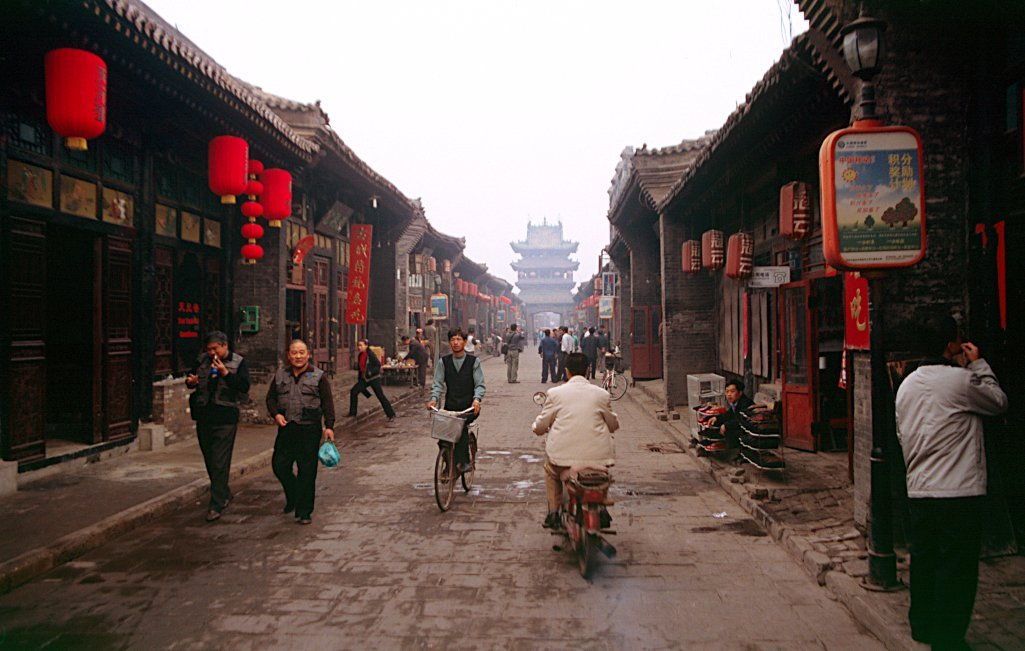
Rue de Pingyao.
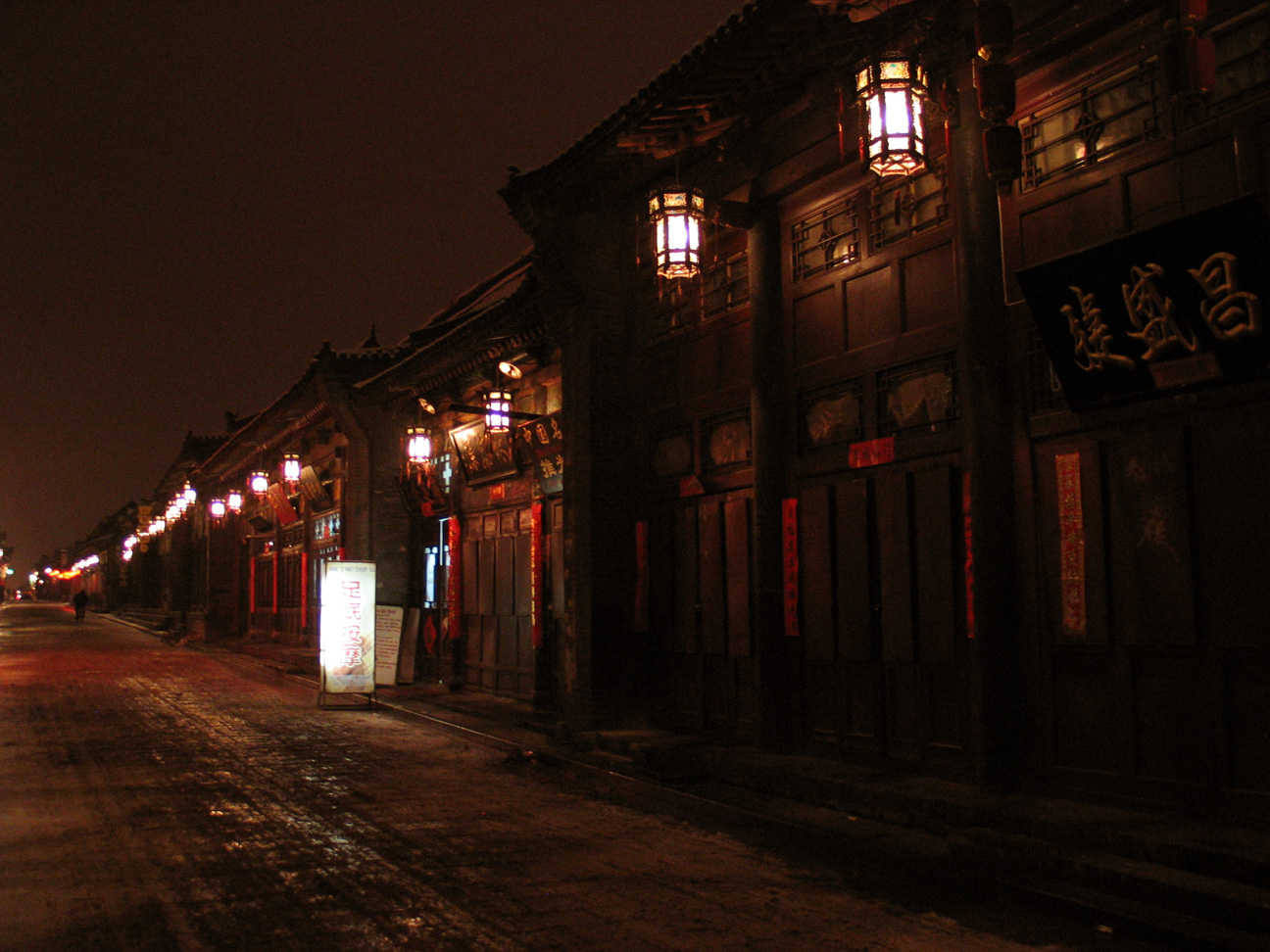
Rue de Pingyao la nuit.
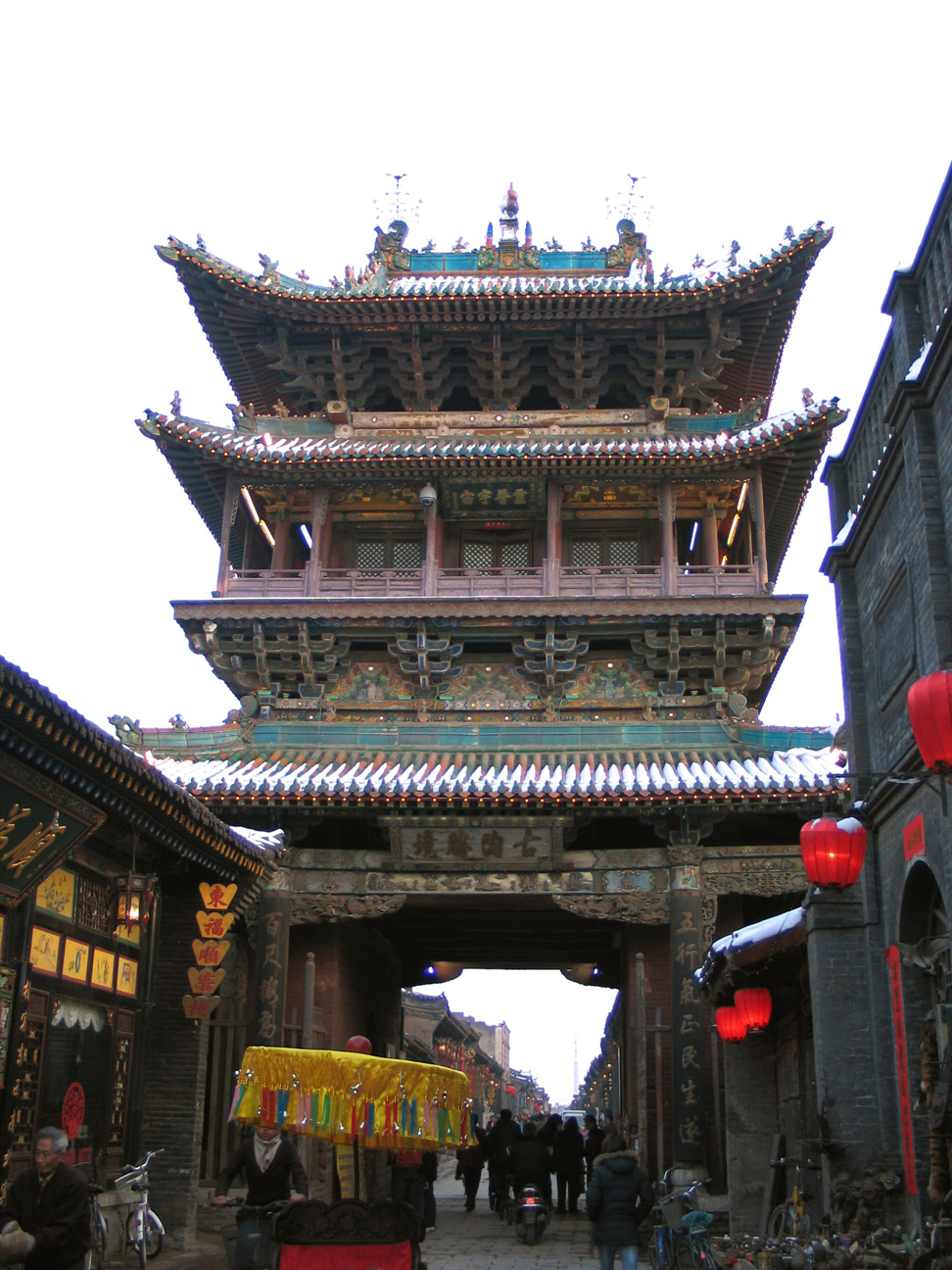
Tour du marché.
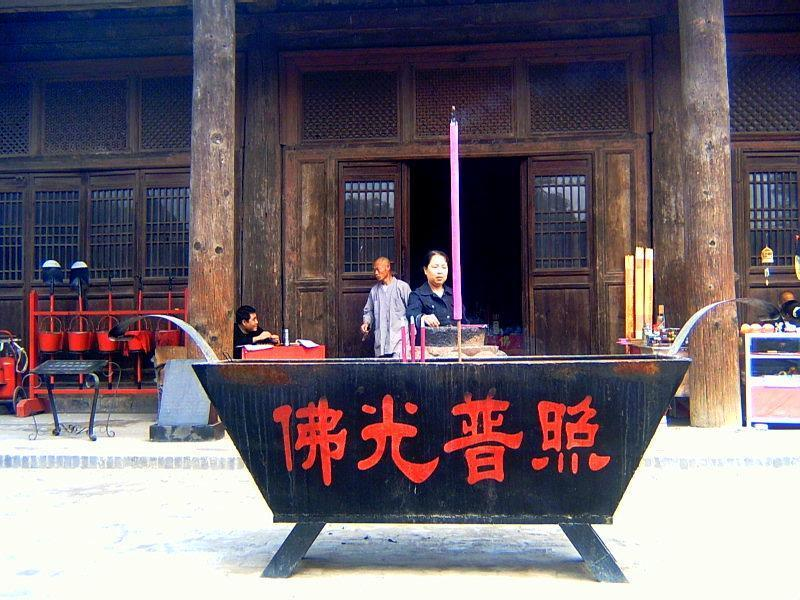
Temple Shuanglin.
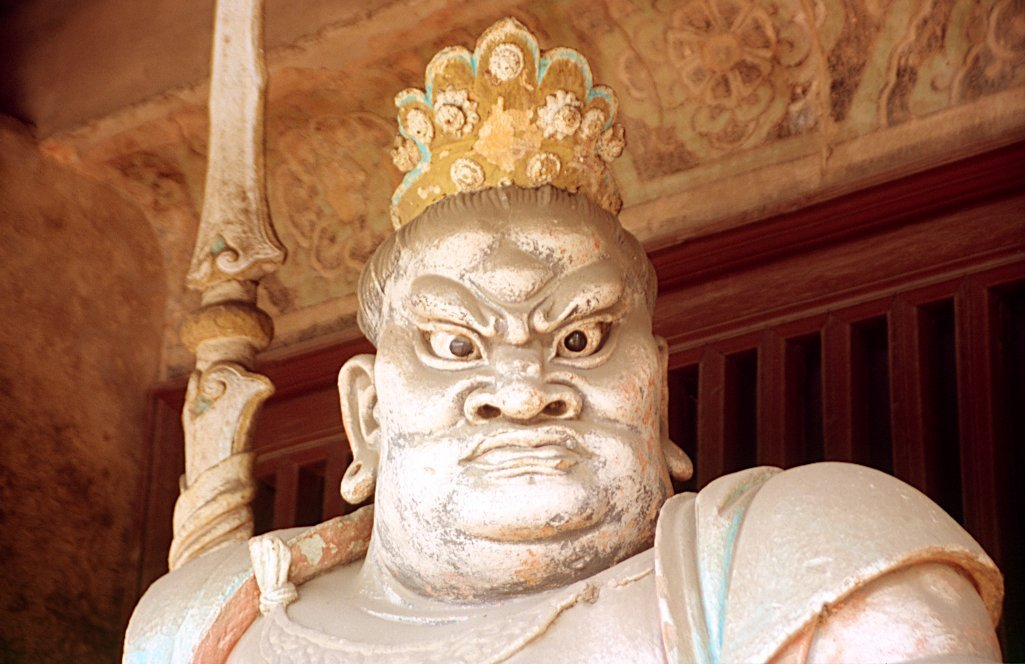
Gardien du temple Shuanglin.
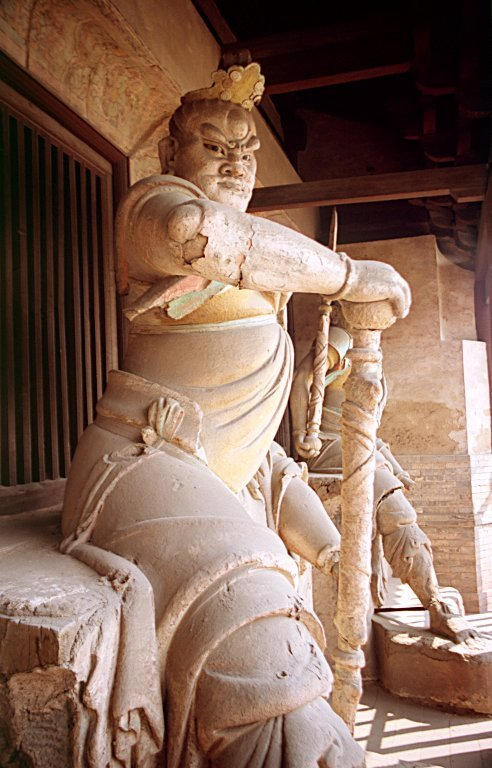
Gardien du temple Shuanglin.
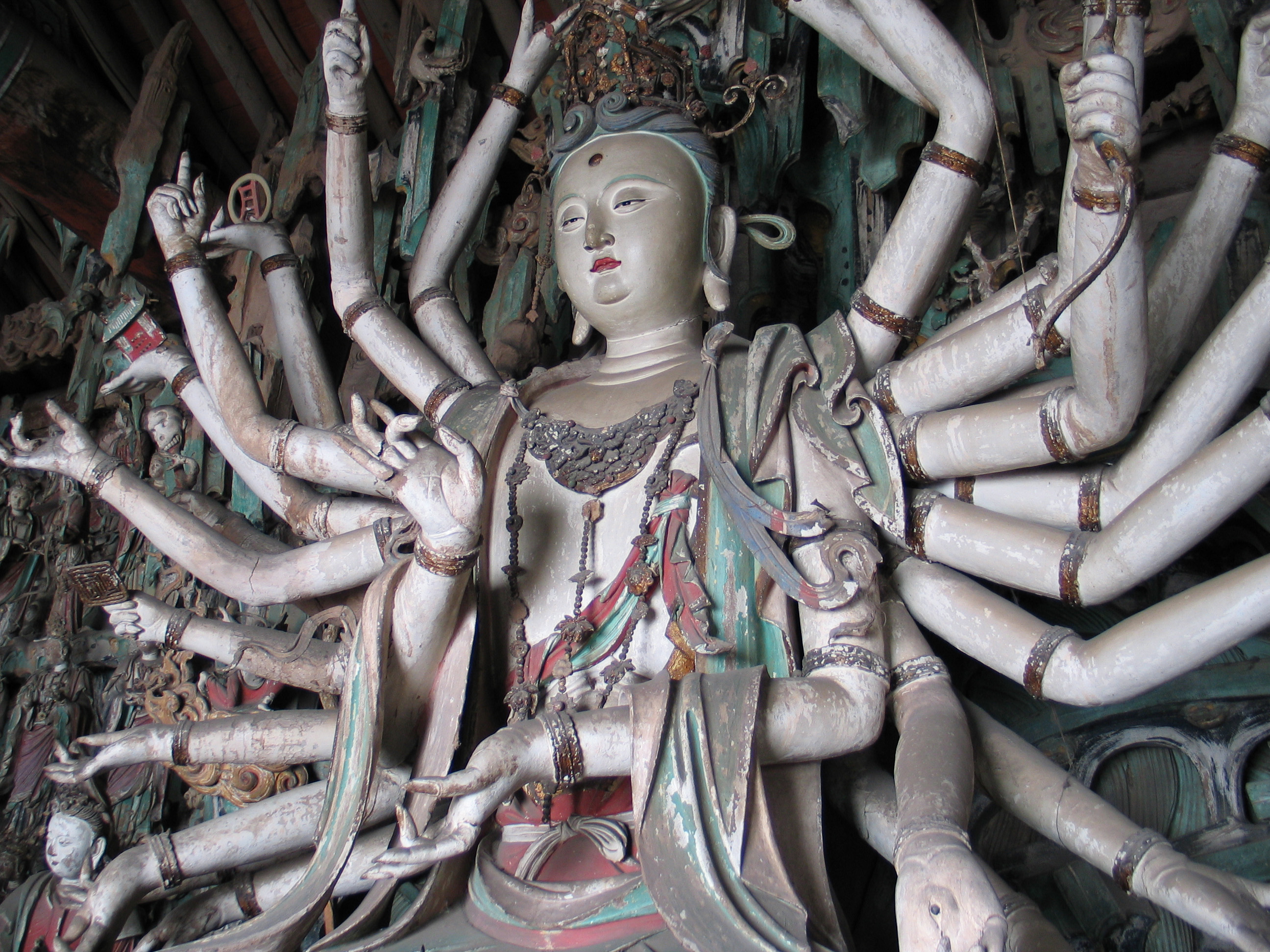
Temple Shuanglin : déesse de la miséricorde aux mille bras.
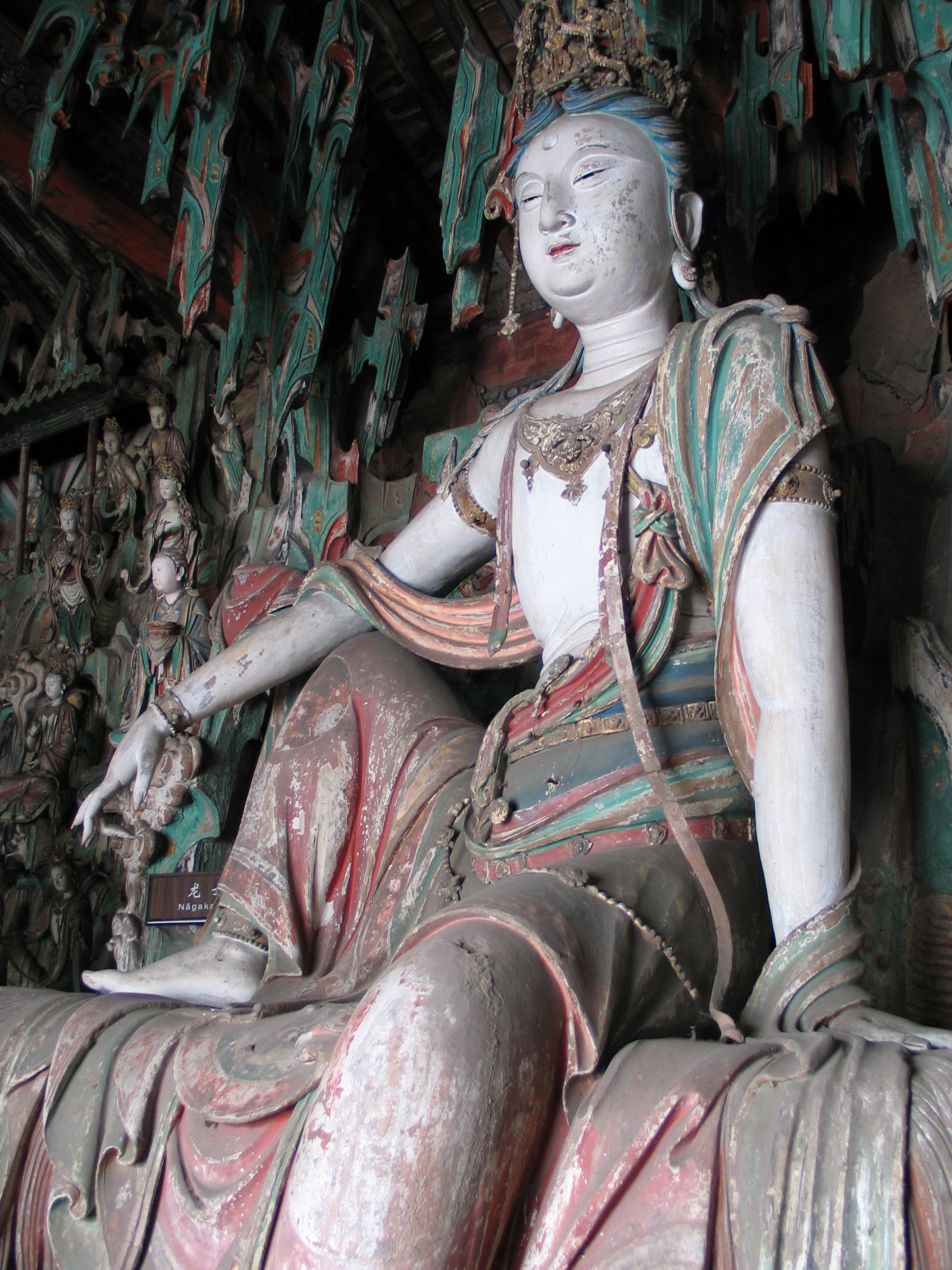
Temple Shuanglin : Bodhisattva.